# ФК Такшоњ ШЕ
ФК Такшоњ ШЕ (мађ. Taksony Sport Egyesület), је мађарски фудбалски клуб. Седиште клуба је у Такшоњу, Пешта, Мађарска. Боје клуба су зелана и бела. Такмичи се у жупанијској лиги Пешта.

## Историјат
Такшоњ је елиминисан у осмини финала Мађарског купа 2018/19. од стране [ФК МОЛ Фехервар|[МОЛ Види ФК]] укупним резултатом 4 : 0.

## Имена клуба
- 1932 - 1946: Такшоњ шпорткер − Taksony Sportkör
- 1946 - ?: Такшоњ Баратшаг − Taksonyi Barátság
- ? - 2019: Такшоњ ШЕ − Taksony SE
- 2019 - 2020: Такшоњ ШЕ−ГП Солар − Taksony SE-GP Solar
- 2020 –данас: Такшоњ ШЕ − Taksony SE